# Jean-Pierre Maxence
Pierre Godmé, dit Jean-Pierre Maxence, est un écrivain et journaliste d'extrême droite français, né le 20 août 1906 et mort le 16 mai 1956.

## Éléments biographiques
Jeune intellectuel catholique, proche du néo-thomisme de Jacques Maritain, il crée à la fin des années 1920 une revue mensuelle intitulée Les Cahiers (1928-1931), inspirée de Charles Péguy, et défendant l'idée d'une « révolution spirituelle ». Au début des années 1930, il se rapproche de certains jeunes intellectuels proches de L'Action française comme Thierry Maulnier et prend la direction de La Revue française (de 1930 à 1933).
Appartenant  dans les années 1930-1934 à ce que Mounier appellera la Jeune Droite, Maxence, se réclamant alors d'une forme de personnalisme, est un des représentants de la nébuleuse des non-conformistes des années 1930. D'abord défenseur d'un spiritualisme catholique, Maxence se tourne progressivement vers des positions politiques plus radicales, caractérisées par un antiparlementarisme et un anticapitalisme de plus en plus marqués qui s'expriment particulièrement dans le livre Demain la France qu'il rédige avec Thierry Maulnier et son frère Robert Francis au lendemain des émeutes du 6 février 1934.
Cette politisation l'amène à adhérer à la ligue la Solidarité française créée par le parfumeur François Coty et va le conduire à créer L'Insurgé avec Thierry Maulnier, « ainsi que Monnier et Georges Blond, mais aussi Guy Richelet,promu gérant de la société de presse, Hélène Collomb, Jean Saillenfest et surtout Maurice Blanchot », un hebdomadaire d'extrême droite qui paraît de janvier 1937 à octobre de la même année,, qui se réclame à la fois d'Édouard Drumont et de Jules Vallès (auteur du roman homonyme L'Insurgé, écrit en 1886). Il devient également le critique littéraire de l'hebdomadaire Gringoire. Sur le plan intellectuel, Maxence retrouve certains « non-conformistes des années 1930 » dans la revue mensuelle, Combat (1936-1939), dirigée par Jean de Fabrègues et Thierry Maulnier.
Lors d'un meeting en 1936, il déclare : « Si jamais nous prenons le pouvoir, voici ce qui se passera : à six heures, suppression de la presse socialiste ; à sept heures, la franc-maçonnerie est interdite. À huit heures, on fusille Blum. »
Fait prisonnier en 1940, déporté à l'Oflag II-D et libéré en 1941, il est favorable aux orientations de la Révolution nationale du régime de Vichy et donne des articles aux revues qui en exposent les principes. Résidant à Paris, il est coresponsable avec le poète résistant Robert Desnos de la page littéraire du quotidien Aujourd'hui et il dirige les services sociaux parisiens du commissariat aux Prisonniers, en utilisant ses fonctions pour aider les prisonniers évadés et favoriser l'activité d'un réseau de protection d'enfants juifs.  À la Libération, il figure sur la « liste noire » du Comité national des écrivains et s'exile en Suisse où il crée un Centre d'études thomistes. Il est jugé par contumace en 1947. Il meurt en Suisse en 1956.
Il est le père de Jean-Luc Maxence, écrivain et poète qui lui a consacré un ouvrage biographique : L'Ombre d'un père.

## Publications
- Demain la France, avec Robert Francis et T. Maulnier, Grasset, 1934.
- La Guerre à sept ans (récit), Librairie de la Revue française, éditions Alexis Redier, 1932
- Le Mort (roman), éditions Alexis Redier, 1934
- Histoire de dix ans 1927-1937, NRF éditions Gallimard, 1939